# Georgia Tennant
Georgia Tennant, född Moffett den 25 december 1984 i London, är en brittisk skådespelare. Hon är mest känd i rollerna som Alice Harding i TV-serien Hjärtat på rätta stället och Abigail Nixon i The Bill. Hon har även medverkat i TV-serierna Doctor Who och Spooks: Code 9.
2009 spelade Tennant den tilldragande Lady Frances Derwent i TV-serien Agatha Christie's Marple.

## Filmografi
| År        | Namn                     | Roll                 | Noteringar                                 |
| 1999      | Peak Practice            | Nicki Davey          | 4 avsnitt                                  |
| 2002–2009 | The Bill                 | Abigail Nixon        | 26 avsnitt                                 |
| 2004      | The Second Quest         | Sandra Biggs         |                                            |
| 2004      | Holby City               | Emma Lenton          | Avsnitt 7x09 "A Good Day to Bury Bad News" |
| 2004–2005 | Hjärtat på rätta stället | Alice Harding        | 9 avsnitt                                  |
| 2005      | Tom Brown's Schooldays   | Sally                | TV-film                                    |
| 2005      | Like Father Like Son     | Morag Tait           |                                            |
| 2007      | Fear, Stress and Anger   | Chloe Chadwick       | 1 avsnitt                                  |
| 2007      | Bonkers                  | Debbie Hooper        | 4 avsnitt                                  |
| 2007      | Casualty                 | Elaine Walker        | Avsnitt 21x34 "Lost in the Rough"          |
| 2007      | The Last Detective       | Tanya                | Avsnitt "Once Upon a Time on the Westway"  |
| 2007      | Richard & Judy           | sig själv            |                                            |
| 2008      | My Family                | Penny Bishop         | Avsnitt 8x02 "Let's Not Be Heisty"         |
| 2008      | Doctor Who               | Jenny                | Avsnitt 4x06 "The Doctor's Daughter"       |
| 2008      | Spooks: Code 9           | Kylie Roman          |                                            |
| 2009      | Agatha Christie's Marple | Lady Frances Derwent | Avsnitt "Why Didn't They Ask Evans?"       |
| 2009      | Doctor Who: Dreamland    | Cassie Rice          | Endast röst                                |
| 2009      | Casualty                 | Heather Whitefield   | Avsnitt 24x1-2                             |
| 2009      | Merlin                   | Vivian               | Avsnitt 2x10                               |
| 2010      | Playhouse Live           | Leila                |                                            |
| 2010      | Thorne: Sleepyhead       | Sophie Holland       | 2 avsnitt                                  |
| 2011      | White Van Man            | Emma                 | Säsong 1-2                                 |